# Type 4 Chi-To
Il Type 4 Chi-To è stato un carro armato medio costruito dal Giappone durante l'ultimo periodo della seconda guerra mondiale.

## Storia

### Sviluppo
Il progetto e la costruzione dei prototipi iniziali furono quanto mai tormentati: i primi studi iniziarono nel 1942 e presero le mosse dallo scafo del Type 97 Chi-Ha, mezzo che aveva le sue origini nel 1936; fu pianificato di modificarlo estesamente e armare la torretta con un cannone da 57 mm anticarro ad alta velocità iniziale. Nel luglio del 1943 furono apportate varie modifiche, la più importante delle quali riguardò l'armamento, che fu cambiato con un pezzo da 75 millimetri, copia del pari calibro Bofors M29 antiaereo. Gli ambienti militari non furono però del tutto convinti dal nuovo mezzo, così il carro fu interamente riprogettato; alla fine un primo prototipo fu pronto a maggio del 1944 ma la produzione in serie del veicolo, di cui c'era disperato bisogno, fu ostacolata da penuria di ogni materiale, di capitali, dallo scarso interesse dei comandi e dai crescenti bombardamenti aerei statunitensi.

### Produzione
Oltre al prototipo, pienamente equipaggiato ed operativo, furono fabbricati altri 5 scafi con un grande sforzo produttivo tra la fine del 1944 e il 1945, ma solo uno venne completato ed armato. I piani di produzione stesi prevedevano la costruzione mensile di 25 unità, in modo che l'esercito avrebbe potuto costituire grandi divisioni corazzate di Type 4 per respingere l'ormai attesa invasione alleata: la situazione economico-militare si era però fatta drammatica per l'impero nipponico e nessun altro veicolo venne assemblato.

### Impiego
Gli unici due esemplari terminati rimasero in Giappone per essere impiegati contro gli sbarchi avversari, ma la guerra finì prima: il Type 4 non ebbe così modo di scendere in campo, destino condiviso da tutti i mezzi nipponici di nuova generazione.

## Caratteristiche
Lo sperimentale Type 4 Chi-To era il diretto successore dell'ormai obsoleto Type 97 ma conservava ben poche caratteristiche del superato modello. Contava un equipaggio di 5 uomini: comandante, cannoniere e caricatore sedevano in una grande torre esagonale dalle superfici un poco inclinate, mentre pilota e mitragliere erano posizionati nella parte anteriore dello scafo, lungo oltre 6 metri e largo quasi 3.
All'incremento di personale si affiancava un deciso potenziamento della dotazione offensiva: la torretta ospitava infatti un cannone Type 4 da 75 mm L/56,4 derivato dal pari calibro Type 88 antiaereo. La velocità iniziale del proietto di 860 m/s lo rendeva capace di perforare corazze spesse 75 mm da 1.000: tali prestazioni erano dunque più che sufficienti per distruggere uno M4 Sherman anche colpendolo nella sezione frontale, soprattutto da distanze inferiori ai 1.000 metri. Come difesa a breve raggio e contro la fanteria erano disponibili due mitragliatrici Type 97 da 7,7 mm: una era montata in torretta, coassiale al cannone, l'altra era installata a sinistra in casamatta; una terza mitragliatrice poteva essere posta su un apposito supporto sul tetto della torretta in funzione antiaerea. La corazzatura, punto debole dei carri armati giapponesi dell'epoca, era stata assai curata e ottenuta completamente mediante saldatura elettrica, un metodo decisamente più efficace della rivettatura: la piastra frontale arrivava a 75 mm, quelle laterali a 50; il valore minimo era di 12 mm, riscontrabile sul cielo dello scafo.

Riguardo al pezzo d'artiglieria impiegato in torretta esistono discordanze: alcune fonti affermano che si trattasse del Type 5 sempre ricavato dal Type 88.
Il treno di rotolamento si richiamava a quello del Type 97, composto da 6 doppie ruote collegate, a coppie o singolarmente, a bracci oscillanti longitudinali e molle elicoidali. Nel nuovo carro le ruote erano sette: le quattro anteriori, accoppiate con carrelli, dipendevano da due bracci collegati alle estremità superiori a una molla a compressione, montata più in alto e parallela al terreno; la quinta ruota era imperniata a un singolo braccio e le ultime due erano nuovamente unite con un carrello a cui era fissato un altro braccio oscillante. Anche questo gruppo di ruote aveva la propria sospensione in una molla elicoidale orizzontale, più piccola della prima. Tale sistema tramutava i movimenti verticali in orizzontali che così venivano assorbiti dalle due grandi molle. I doppi rulli superiori erano tre e la trasmissione rimase anteriore con ruota di rinvio posteriore; i cingoli adottati erano quelli poco costosi del tipo dry pin, larghi 305 mm e con guida a dente centrale. L'apparato motore situato nel retro consisteva in un Mitsubishi a 12 cilindri a V erogante circa 400 hp, che consentiva al carro di raggiungere la velocità massima di 45 km/h nonostante le 30 tonnellate di peso complessivo, dovute all'aumento delle protezioni passive. Poteva superare fossati larghi fino 2,70 metri.
Nonostante la luce libera di 42 cm, il veicolo si elevava dal suolo per quasi 2,90 metri, presentando un alto profilo che in combattimento poteva rivelarsi pericoloso per la sopravvivenza del carro. Per molte caratteristiche, quali la forma della torretta o il cannone scelto, il Type 4 ricorda molto il Panzer V Panther: in effetti, durante il 1944 consulenti tedeschi erano stati trasportati in Giappone via sommergibile condividendo con gli alleati nipponici i progetti del loro mezzo blindato più sofisticato.